# Giao thông Thành phố Hồ Chí Minh
Giao thông Thành phố Hồ Chí Minh là tổng hòa của nhiều loại hình giao thông hiện hữu phục vụ nhu cầu đi lại trong phạm vi thành phố và giữa Thành phố Hồ Chí Minh với các vùng lân cận và toàn cầu. Là đô thị lớn nhất và là đầu mối giao thông quan trọng của Việt Nam, Thành phố Hồ Chí Minh có hệ thống cơ sở hạ tầng đa dạng và hiện đại với nhiều đường trục liên vùng lớn, hai đường cao tốc chính nối các tỉnh miền Tây và miền Đông Nam Bộ, cùng nhiều tuyến quốc lộ trọng điểm (như Quốc lộ 1, Quốc lộ 13, Quốc lộ 22). Tuyến đường Xuyên Á AH1 đi qua địa phận của thành phố này và tuyến Đường sắt Bắc Nam khởi đầu và kết thúc tại Ga Sài Gòn. Sân bay duy nhất của thành phố, Sân bay Quốc tế Tân Sơn Nhất, cũng là cảng hàng không lớn nhất cả nước cho đến thời điểm hiện tại (2024) Hiện nay, Thành phố còn sở hữu và vận hành mạng lưới xe buýt công cộng rộng khắp các quận, huyện và đang phát triển mạng lưới đường sắt đô thị (metro) nhằm đáp ứng nhu cầu ngày càng gia tăng của người dân.
Trước đó, thành phố Sài Gòn được quy hoạch với quy mô 500.000 dân. Do đó, các quy hoạch về giao thông cũng chỉ đáp ứng đủ yêu cầu cho nửa triệu dân sinh sống. Tuy nhiên, trải qua các giai đoạn lịch sử, dân số của Sài Gòn đã tăng nhanh chóng, trong đó có hai giai đoạn bùng nổ tăng cơ học dân số là giai đoạn Sài Gòn là thủ đô của Việt Nam Cộng Hòa và giai đoạn sau năm 1975. Mặc dù đã được đầu tư nâng cấp liên tục, hiện nay, tình trạng giao thông tại Thành phố Hồ Chí Minh vẫn yếu kém, không đáp ứng được nhu cầu giao thông của dân chúng; thể hiện cụ thể qua số lượng các vụ ùn tắc giao thông hàng ngày vào giờ cao điểm cũng như phần trăm những người tham gia giao thông sử dụng phương tiện công cộng.

## Giao thông công cộng

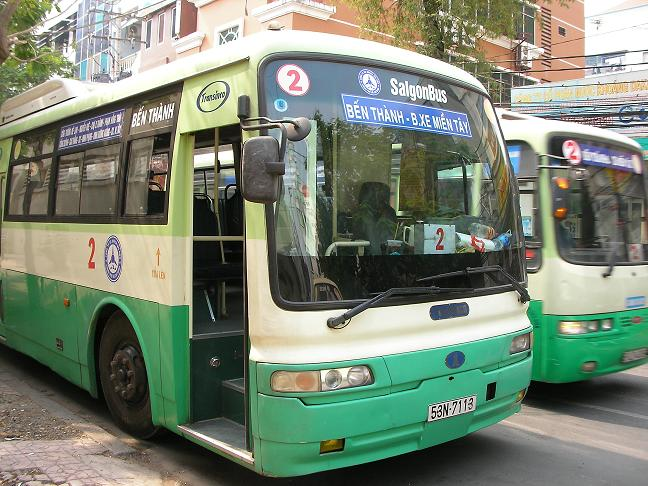
Một chiếc xe buýt thông thường chạy tuyến số 2: Sài Gòn - Bến xe Miền Tây.

### Xe buýt
Xe buýt là phương tiện vận tải hành khách công cộng duy nhất của thành phố. Hoạt động của xe buýt nội thành do Trung tâm Quản lý và Điều hành Vận tải Hành khách Công cộng Thành phố Hồ Chí Minh, một đơn vị trực thuộc Sở Giao thông Vận tải Thành phố, quản lý và điều hành. Số liệu thống kê cho thấy, năm 2013, lượng hành khách đi xe buýt đạt hơn 411 triệu lượt, năm 2014 là 367 triệu lượt và 2015 là 334,5 triệu lượt. Đến cuối năm 2015, Thành phố có 136 tuyến buýt, gồm 2.786 xe được sử dụng.

### Xe khách
Thành phố có 2 bến xe khách liên tỉnh được phân bố ở các cửa ngõ ra vào: Bến xe Miền Đông, Bến xe Miền Tây cùng vài bến xe phụ trợ ở Quận 8, An Sương và Ngã tư Ga. Mạng lưới khả năng tiếp nhận trên 1.200 xe/ngày, vận chuyển gần 41.000 khách/ngày đi các tỉnh Nam Trung Bộ, Tây Nguyên, Đông Nam Bộ, Đồng bằng sông Cửu Long. Nhiều hãng xe tư nhân cũng tham gia vận chuyển hành khách vào các bến bãi không chính thức ở nhiều khu vực nội đô, gần khu dân cư và trung tâm du lịch. Cũng theo số liệu từ 1994, tổng lượng hành khách liên tỉnh qua thành phố khoảng 106,4 triệu lượt người/năm, nhiều nhất qua Quốc lộ 1.[110]
Ngoài ra, còn có một tuyến liên vận quốc tế, nối Thành phố với thủ đô Phnôm Pênh, Campuchia. Tuyến này do các doanh nghiệp của cả hai nước điều hành.

### Đường sắt đô thị
Thành phố đã lập dự án xây dựng hệ thống đường sắt đô thị gồm 8 tuyến với tổng chiều dài 172 km. Hiện tại có 2 tuyến metro số 1 là Bến Thành – Suối Tiên (tổng mức đầu tư hơn 47.000 tỷ đồng), số 2 giai đoạn 1 là Bến Thành – Tham Lương (tổng mức đầu tư hơn 48.000 tỷ đồng) đã khởi công xây dựng. Ban Quản lý đường sắt đô thị (MAUR) dự kiến đưa tuyến metro số 1, Bến Thành – Suối Tiên đi vào hoạt động năm 2024 MAUR dự kiến sẽ hoàn tất xây dựng vào năm 2030 (cập nhật 03/10/2023)

### Xe buýt nhanh
Năm 2008, Thành phố đã đồng ý xây dựng tuyến xe buýt nhanh (BRT) gồm 6 tuyến. Tuyến số 1 có tổng chi phí 137,5 triệu USD đang được triển khai xây dựng và dự kiến sẽ hoàn thành trong năm 2018.

## Đường bộ

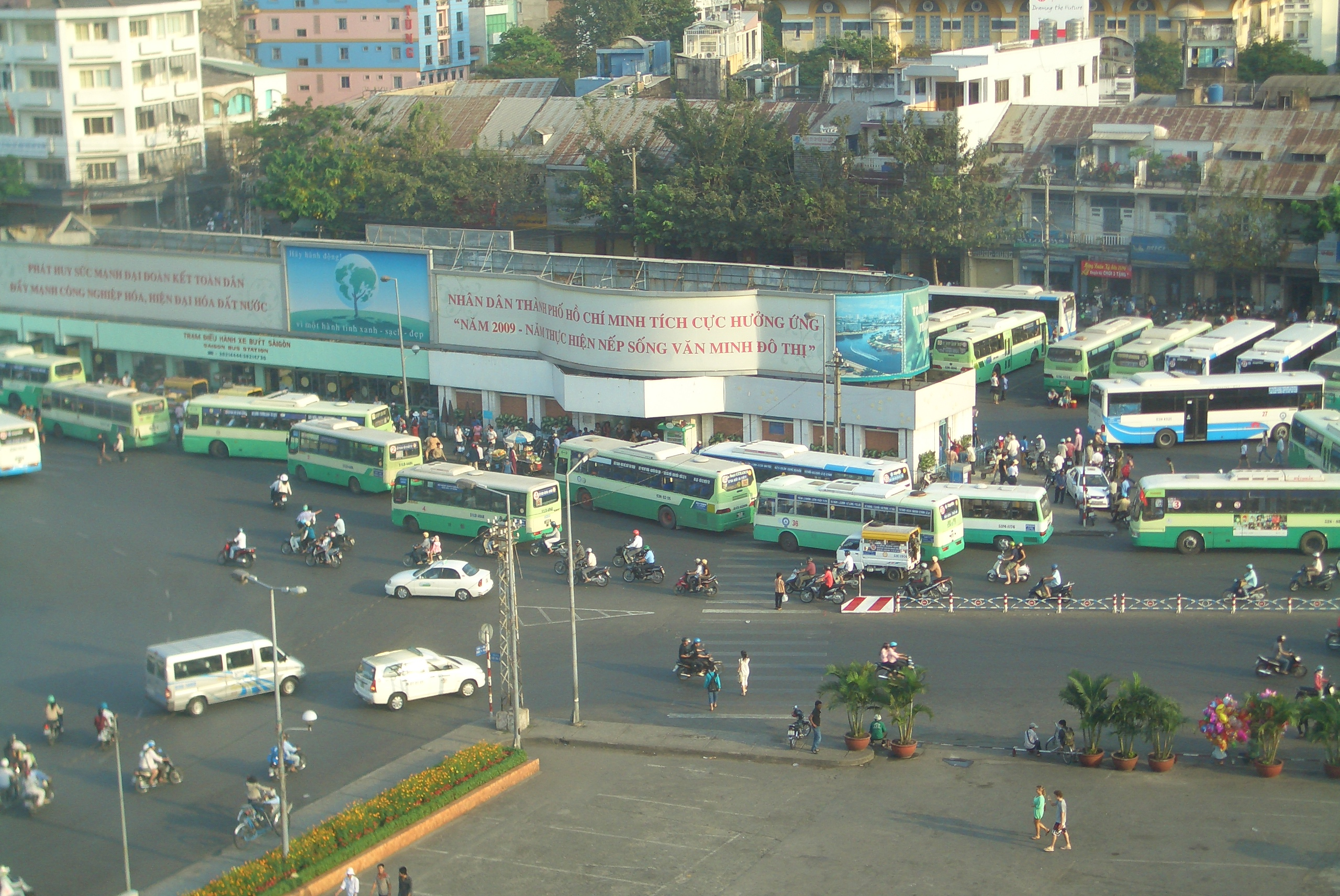
Xe buýt Thành phố Hồ Chí Minh.

Hệ thống đường bộ của Thành phố Hồ Chí Minh dày đặc, có tổng chiều dài 4.044 km lớn nhất trong các đô thị ở Việt Nam. Ở khu vực trung tâm (Quận 1, Quận 3, Quận 5) do được quy hoạch tốt thời Pháp thuộc và do mật độ đường cao nên hiện vẫn cơ bản đáp ứng được lưu lượng giao thông. Tại các quận quanh khu vực trung tâm và các vùng ven nội thành, tình hình giao thông thuộc loại xấu do ùn tắc thường xuyên. Nguyên nhân là tại các khu vực này đô thị phát triển tự phát, không có quy hoạch, đường được xây sau khi đã có dân cư.
Từ năm 1996 đến nay, thành phố đã tiến hành chỉnh trang, sửa chữa, nâng cấp và xây mới nhiều tuyến đường và công trình giao thông trọng điểm.

### Đường trục và cao tốc
Ở khu trung tâm, các tuyến đường đô thị được kết nối với nhau theo mạng lưới tuyến đồng nhất, chạy theo hướng Đông sang Tây xuyên suốt từ Quận 1, 3 (Sài Gòn cũ) đến Quận 5 (Chợ Lớn cũ), như: Đường Trần Hưng Đạo, Lý Tự Trọng – Nguyễn Trãi, Xô Viết Nghệ Tĩnh – Nguyễn Thị Minh Khai – Hùng Vương - Hồng Bàng, Điện Biên Phủ – Ngô Gia Tự, Võ Thị Sáu – Ba Tháng Hai. Chạy theo hướng Bắc – Nam có một số tuyến đường chính như: Nam Kỳ Khởi Nghĩa – Nguyễn Văn Trỗi, Lê Văn Sỹ, Cách Mạng Tháng Tám – Trường Chinh, Lý Thường Kiệt, Âu Cơ.

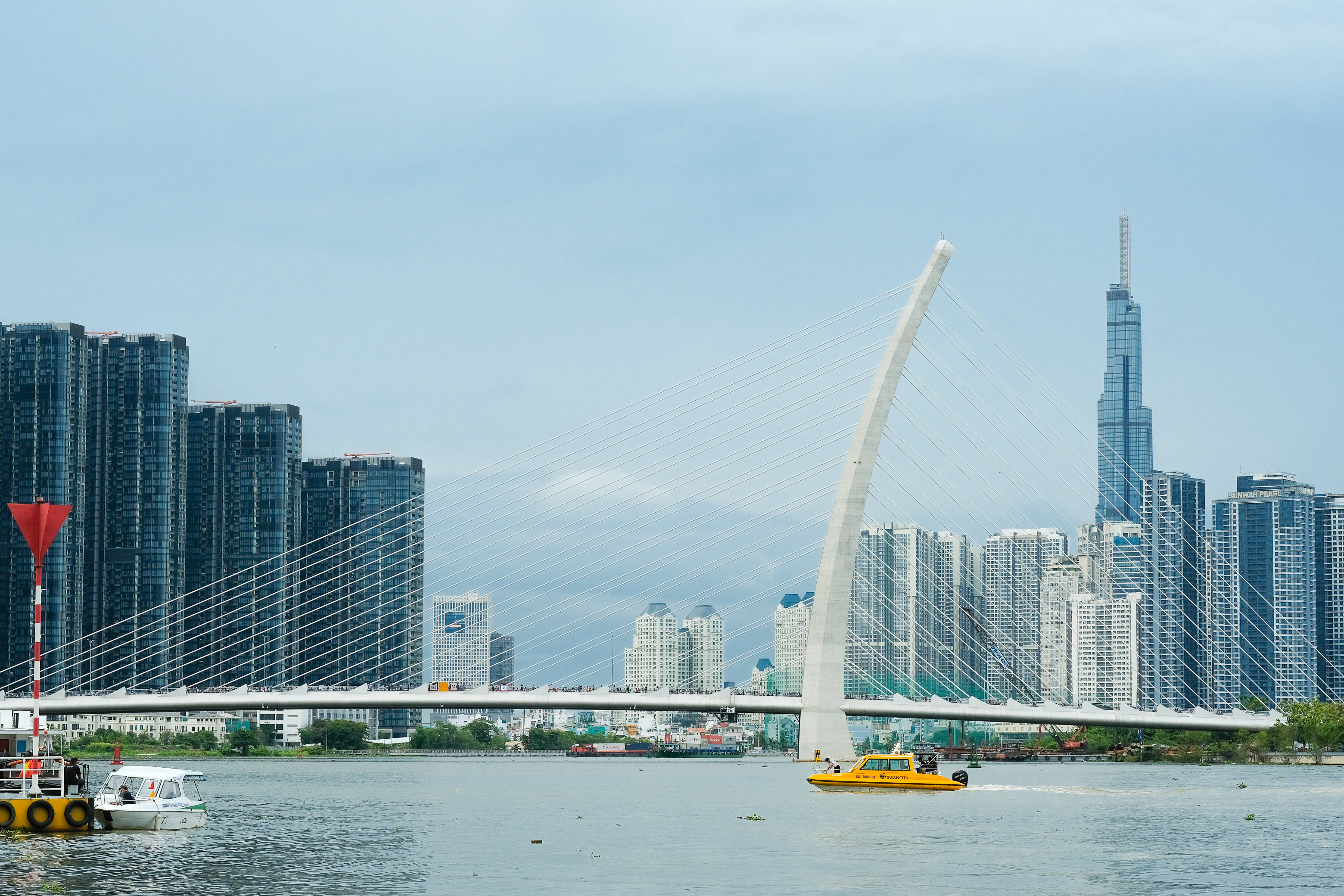
Cầu Ba Son nhìn từ công viên Bến Bạch Đằng

Từ cửa ngõ vào nội ô Thành phố có một số tuyến lớn như sau: Xa lộ Hà Nội - Điện Biên Phủ (phía Đông), Nguyễn Hữu Cảnh (phía Đông), Đại lộ Nguyễn Văn Linh (phía Nam), Kinh Dương Vương - Hồng Bàng (phía Tây), Trường Chinh (phía Bắc), Phạm Văn Đồng (phía Đông Bắc) và Quốc lộ 13 (phía Đông Bắc). Trong đó các tuyến Xa lộ Hà Nội, Nguyễn Văn Linh cùng Đại lộ Võ Văn Kiệt – Mai Chí Thọ (thuộc tuyến Đại lộ Đông - Tây), đại lộ Phạm Văn Đồng được đầu tư đáng kể với hạ tầng vật chất, phân làn quy mô lớn, nút giao thông hiện đại.
Là đầu mối giao thông lớn, Thành phố là nơi khởi điểm của nhiều tuyến quốc lộ huyết mạch, như Quốc lộ 13 (đi Bình Dương, Bình Phước), Quốc lộ 22 (đi Tây Ninh và cửa khẩu Mộc Bài), Quốc lộ 50 (đi Long An). Quốc lộ 1 đi qua địa bàn thành phố theo một tuyến vành đai ở phía Bắc (giữa ngã ba An Lạc và cầu vượt Trạm 2) rồi nhập vào Xa lộ Hà Nội ở gần Suối Tiên.
Thành phố được kết nối với các vùng qua hai đường cao tốc chính: Đường cao tốc Thành phố Hồ Chí Minh – Trung Lương (đi Mỹ Tho, Tiền Giang) và Đường cao tốc Thành phố Hồ Chí Minh – Long Thành – Dầu Giây (đi Long Thành, Đồng Nai).
Hiện nay, Thành phố đang tập trung hoàn tất các đường vành đai 2 và đầu tư các đường vành đai 3 và 4 và Đường cao tốc Bến Lức - Long Thành và tuyến cao tốc đi Cửa khẩu Mộc Bài.

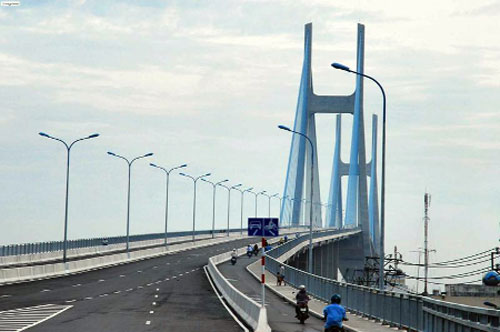
Cầu Phú Mỹ.

### Cầu và hầm
Cầu Sài Gòn là cửa ngõ chính ra vào nội ô từ các tỉnh miền Trung và miền Bắc và là điểm kẹt xe thường xuyên vào giờ tan tầm trên tuyến Xa lộ Hà Nội. Cầu ban đầu được xây từ năm 1958 và khánh thành năm 1961 dưới thời Việt Nam Cộng hòa. Đến năm 1998 và 2011, cầu được nâng cấp tải trọng, mở rộng mặt đường và gia cố hệ thống kỹ thuật. Một chiếc cầu mới song song với cầu Sài Gòn hiện hữu, cầu Sài Gòn 2, hoàn thành và đưa vào sử dụng năm 2013. Từ đó đến nay, tình trạng kẹt xe đã cơ bản được giải quyết.

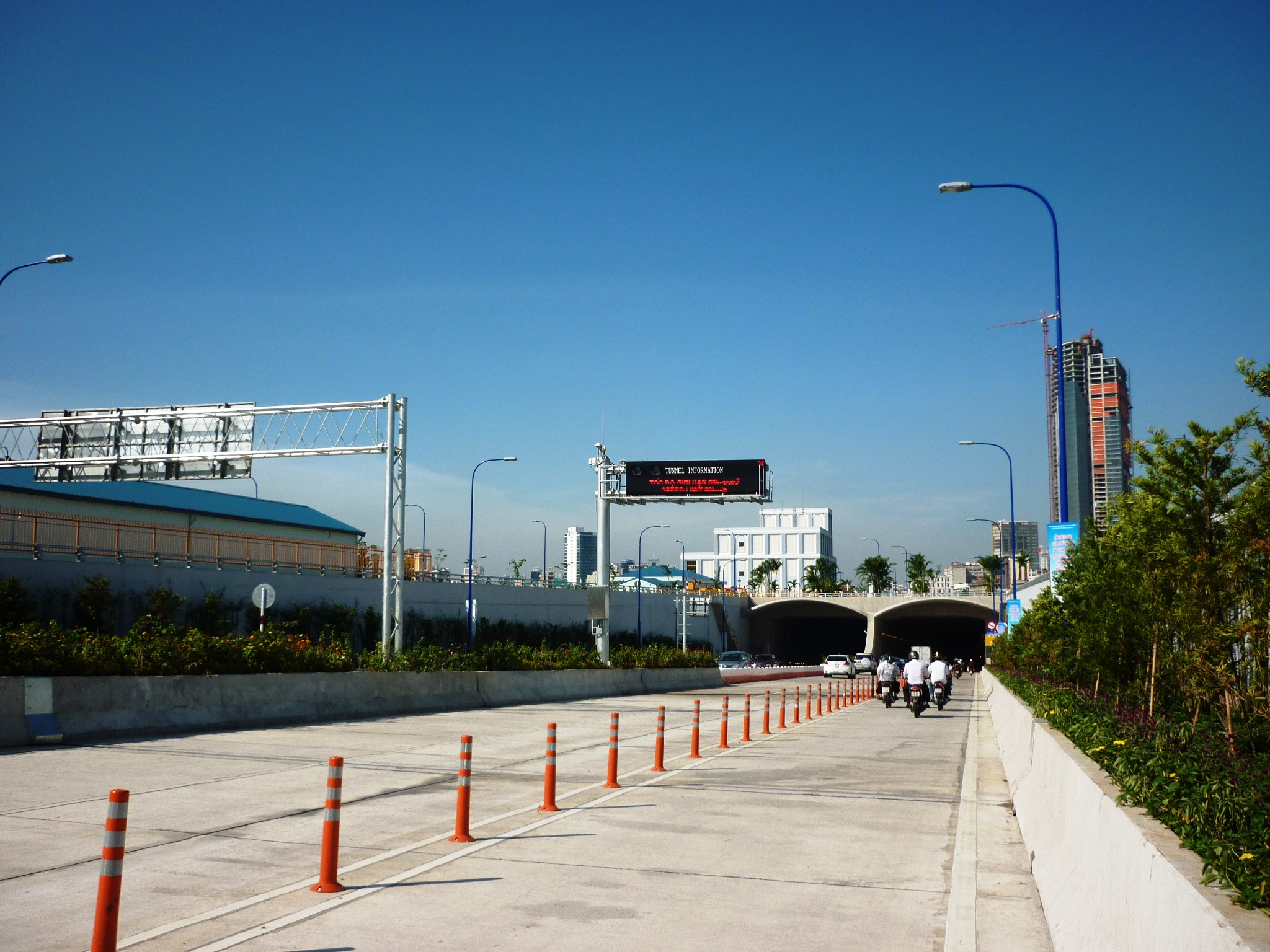
Đường hầm sông Sài Gòn (Hầm Thủ Thiêm).

Ở ngõ phía Đông Nam là cầu Phú Mỹ, nối thành phố Thủ Đức với Khu đô thị Phú Mỹ Hưng, Quận 7. Đây là cầu dây văng hiện đại và là biểu tượng của Thành phố. Cầu được khánh thành năm 2009 tạo thành tuyến vành đai giúp giảm tải lượng xe đi qua khu vực nội thành, đặc biệt là xe tải và xe quá tải.
Hầm Thủ Thiêm (tên chính thức: Đường hầm sông Sài Gòn) là hầm dìm vượt sông đầu tiên của Việt Nam. Hầm này được khánh thành năm 2011 và là một phần trong dự án Đại lộ Đông – Tây, nối Quận 1 với bán đảo Thủ Thiêm, thành phố Thủ Đức. Đường hầm có 6 làn xe ô tô, được dìm dưới lòng sông Sài Gòn (có ngầm đáy sông). Nguồn vốn đầu tư từ Hỗ trợ phát triển chính thức (ODA) của Chính phủ Nhật Bản có vốn đối ứng của Chính phủ Việt Nam.

### Ùn tắc giao thông
Tỷ lệ dân sử dụng xe bus rất thấp, phần lớn sử dụng xe gắn máy. Số phương tiện giao thông hoạt động ở Thành phố luôn ở mức cao: tính đến tháng 4 năm 2016, Thành phố quản lý gần 7,6 triệu phương tiện (bao gồm gần 580.000 xe ô tô và xấp xỉ 7 triệu xe mô tô). Bên cạnh đó, hằng ngày còn hàng triệu các xe mang biển số của các tỉnh thành khác vào thành phố làm việc, học tập. Phương tiện tham gia giao thông chủ yếu là mô tô và xe gắn máy, chiếm tỉ lệ trên 90%; còn lại là các phương tiện khác như ô tô, xe buýt. Vì thế ùn tắc giao thông hiện là vấn đề nan giải thường xuyên ở thành phố, nhất là vào giờ cao điểm tan tầm.
Cầu vượt nhẹ được xem là một trong những giải pháp góp phần giảm ùn tắc đô thị. Từ năm 2012 đến nay, Thành phố đã thi công và đưa vào sử dụng 5 cầu vượt tại nhiều giao lộ lớn.

### Taxi
Thành phố hiện có khoảng 12.500 xe taxi thuộc 15 hãng taxi tư nhân đang hoạt động. Sở Giao thông Vận tải là cơ quan trực tiếp quản lý cấp phép, thanh tra hoạt động này. Khác với nhiều thành phố trên thế giới, taxi ở Thành phố Hồ Chí Minh tự chọn màu xe theo ý muốn chứ không sơn màu đặc trưng cố định. Vinasun đang có thị phần lớn nhất trên thị trường taxi nơi này.

## Đường sắt

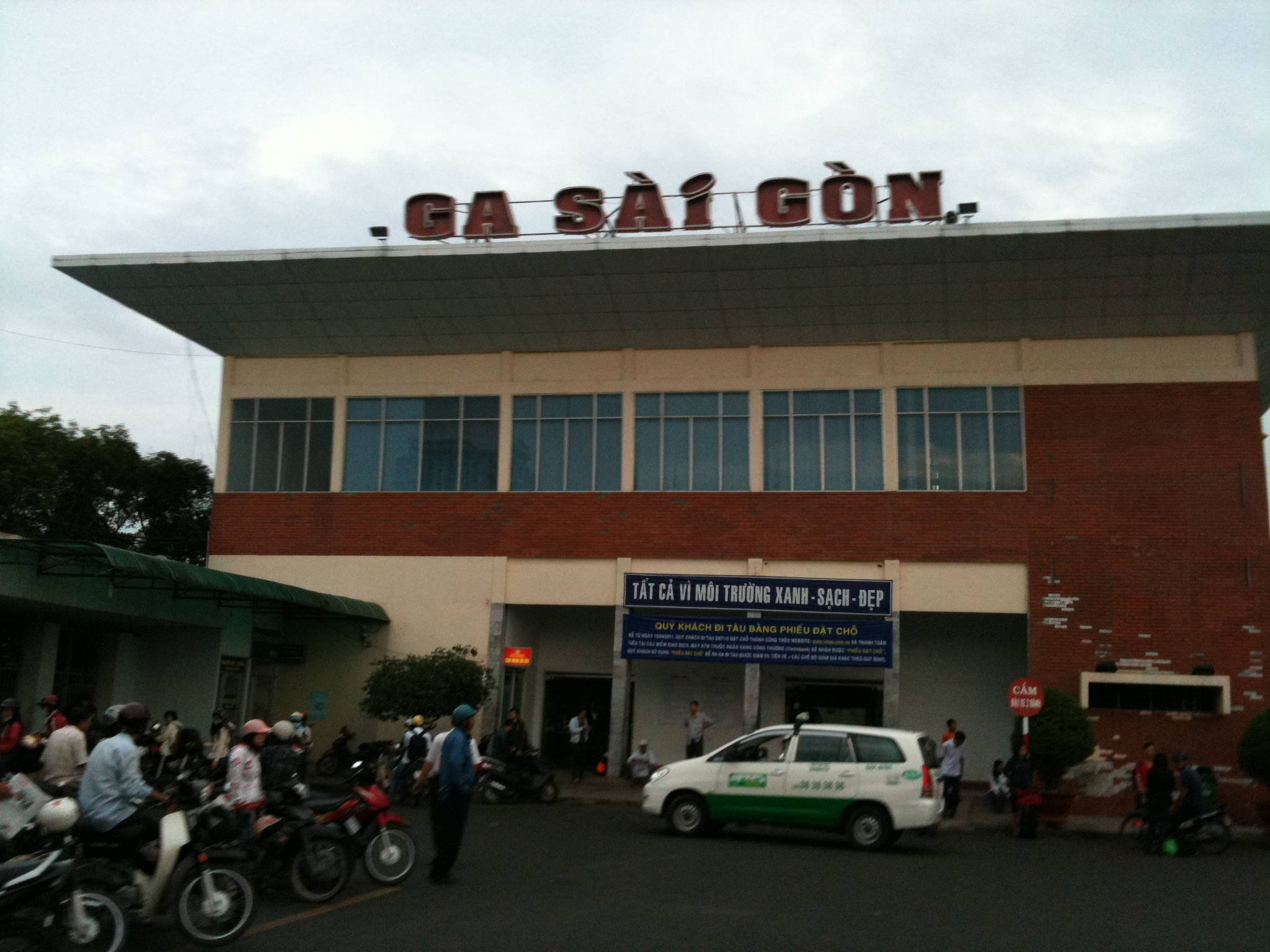
Ga Sài Gòn

Thành phố là điểm kết thúc của tuyến đường sắt Bắc Nam do Tổng công ty Đường sắt Việt Nam (VNR) điều hành và hoạt động. Có hai nhà ga chính phục vụ thành phố: Sóng Thần (Dĩ An, Bình Dương) và Sài Gòn. Bên cạnh đó còn có một số nhà ga nhỏ như Dĩ An (Bình Dương), Thủ Đức, Bình Triệu, Gò Vấp. Do mạng lưới đường sắt không được nối trực tiếp với các cảng, cơ sở đã cũ kỹ nên giao thông đường sắt Thành phố Hồ Chí Minh không phát triển, chỉ chiếm khoảng 6% khối lượng hàng hóa và 0,6% khối lượng hành khách. Hiện tại, đường ray đi thẳng vào trung tâm thành phố qua nhiều điểm giao cắt.
Về dịch vụ vận tải hành khách, tàu hỏa từ Ga Sài Gòn đi Hà Nội chạy theo 3 phương thức chính: tàu nhanh (SE) chỉ ghé các ga lớn trên lộ trình, tàu chậm (TN) ghé hầu hết các ga lớn và nhỏ trên lộ trình, và tàu địa phương kết thúc ở các ga tỉnh.
Sau vụ sập cầu Ghềnh trên sông Đồng Nai ngày 20 tháng 3 năm 2016, tuyến đường sắt từ Thành phố đến Biên Hòa bị gián đoạn. Trong thời gian sửa chữa và xây mới cầu, khách bị tạm thời trung chuyển bằng ô tô từ Ga Sóng Thần đến Ga Biên Hòa. Ngoài ra, trong khoảng 15 tháng 4 đến 26 tháng 6, Đường sắt Việt Nam cho thí điểm chạy tàu ngoại ô từ Sài Gòn đến Dĩ An, ghé các ga nhỏ trên tuyến. Lượng khách tàu ngoại ô bình quân 2.075 khách/ngày, ngày cao nhất lên tới 6.500 khách.
Sắp tới sẽ có tuyến tàu điện Metro số 1 (Bến Thành - Suối Tiên), dự kiến vận hành cuối tháng 2024 .

## Đường thủy nội địa
Thành phố hiện có tuyến đường thủy chở hành khách liên tỉnh là tuyến tàu cánh ngầm nối Cảng Nhà Rồng với Cảng Cầu Đá, Thành phố Vũng Tàu. Ngoài ra còn có khoảng 50 bến đò, phà phục vụ giao thông hành khách, trong đó lớn nhất là Phà Cát Lái nối thành phố Thủ Đức với huyện Nhơn Trạch, tỉnh Đồng Nai.

## Cảng biển

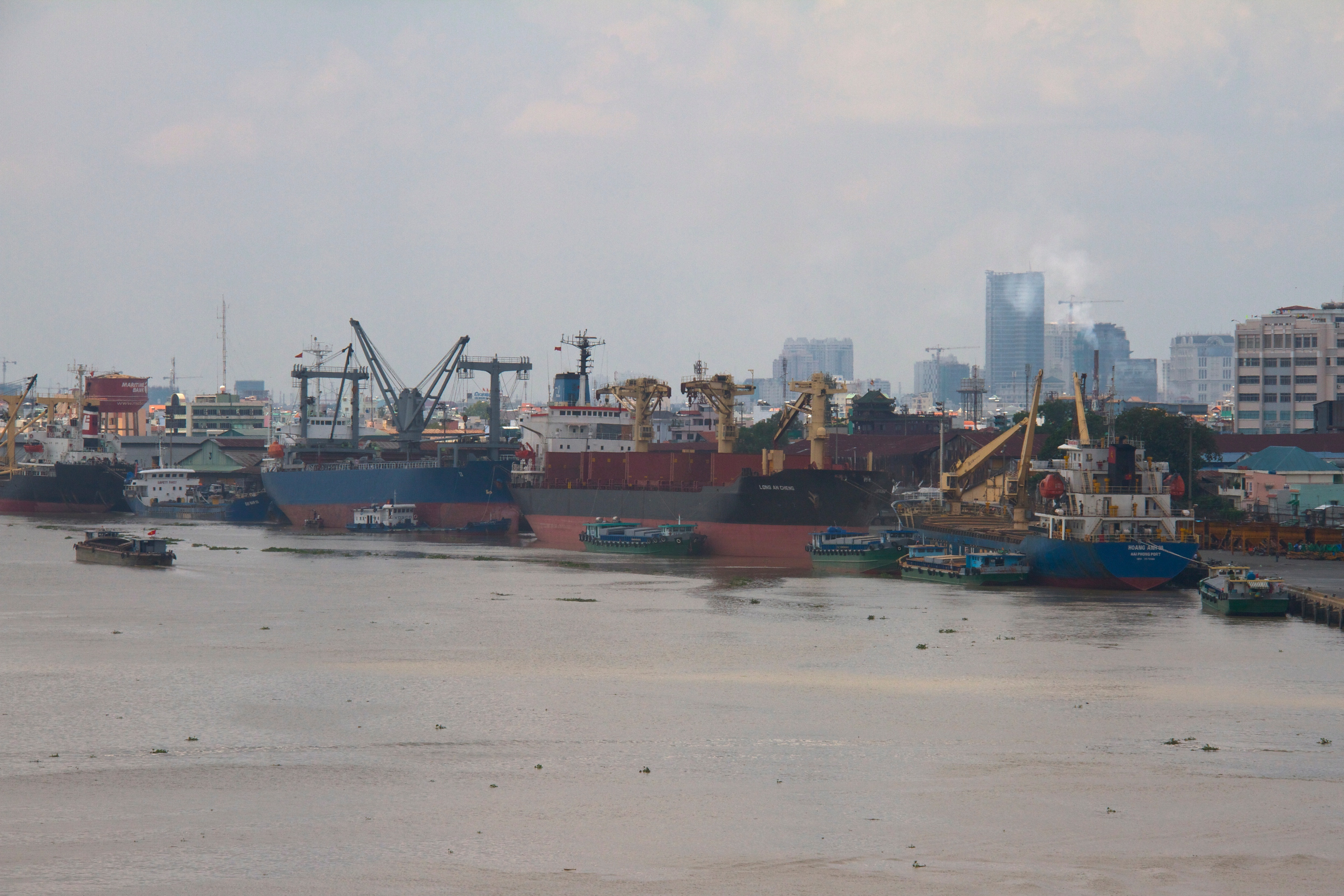
Cảng Sài Gòn – Khánh Hội.

Khu vực Thành phố Hồ Chí Minh có 4 cảng biển chính: Sài Gòn, Bến Nghé, Nhà Bè, Tân Cảng cùng các cảng sông Bình Đông, Tân Thuận, Tôn Thất Thuyết, Bình Lợi, Bình Phước... Cảng Sài Gòn là một trong những cảng lớn nhất Việt Nam, chiếm 25% trong tổng khối lượng hàng hóa thông qua các cảng biển cả nước. Cảng Bến Nghé nằm phía hạ lưu sông Sài Gòn, rộng 32 ha, tổng chiều dài cầu cảng 528 m, có thể cho tàu có tải trọng từ 15.000–20.000 tấn cập bến. Tuy năng lực của các cảng của Thành phố Hồ Chí Minh lớn nhưng việc chuyển tiếp giữa giao thông đường bộ, đường biển và đường sông gặp khó khăn. Tại hầu hết các cảng đường sông, do thiết bị thiếu, vẫn phải bốc dỡ thủ công.[110]

## Sân bay

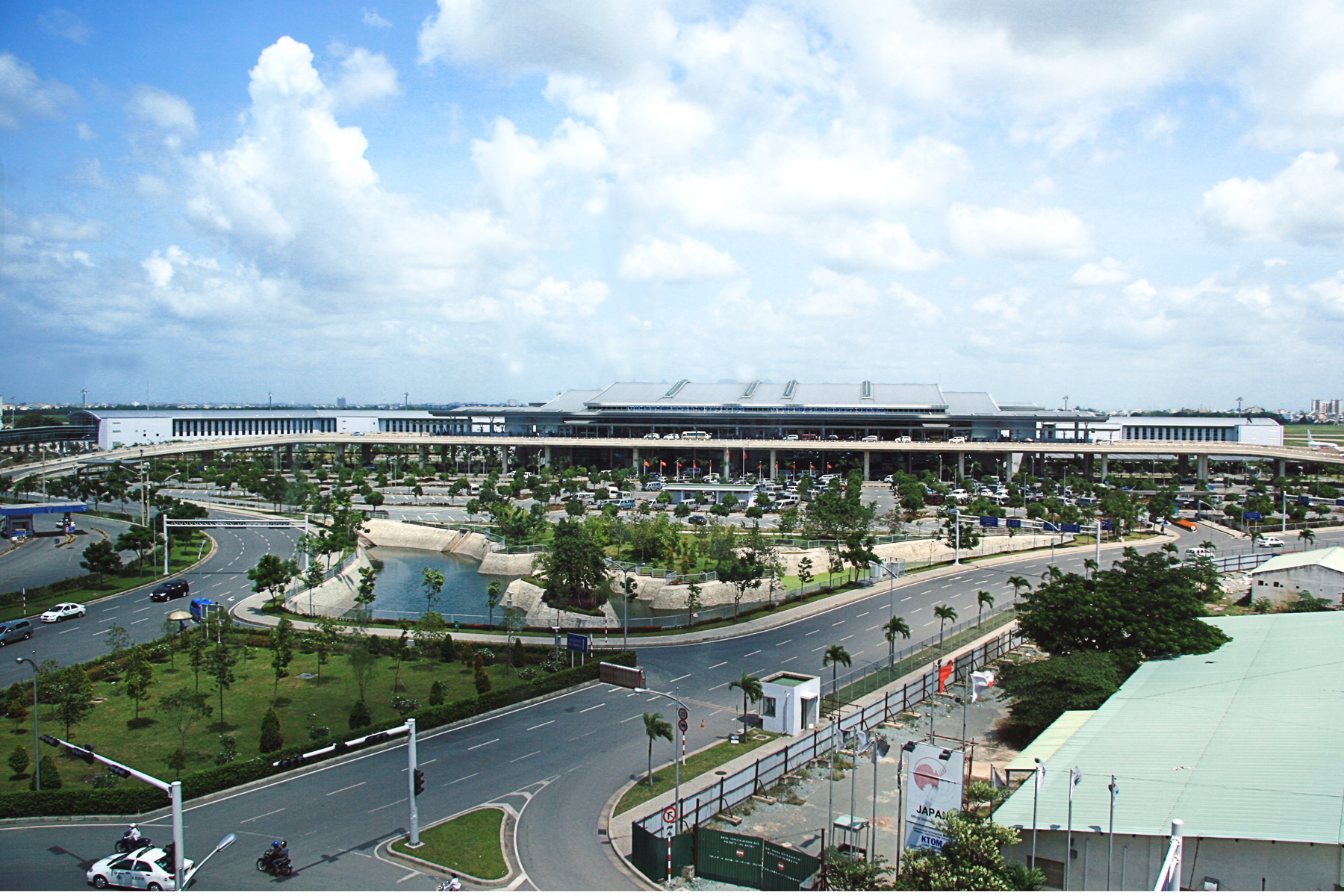
Sân bay Quốc tế Tân Sơn Nhất.

Sân bay Quốc tế Tân Sơn Nhất nằm trên địa bàn Quận Tân Bình, Thành phố Hồ Chí Minh, cách trung tâm thành phố chỉ 5 km. Đây là sân bay lớn nhất Việt Nam và là cửa ngõ hàng không quốc tế lớn của khu vực Đông Nam Á, với hơn 25 triệu lượt khách đi và đến. Hiện có 43 hãng hàng không quốc tế mở đường bay đến sân bay này. Trong tương lai, khi Sân bay quốc tế Long Thành được hoàn tất xây dựng và mở cửa, sân bay này sẽ gánh một lượng hành khách đáng kể từ Tân Sơn Nhất, giúp giảm tình trạng quá tải hiện tại.